# Early Days: The Best of Led Zeppelin Volume One
1999. november 23-án jelent meg a Led Zeppelin Early Days: The Best of Led Zeppelin Volume One című válogatásalbuma. A dalok a zenekar pályafutásának 1968 és 1972 közötti időszakából valóak. Annak ellenére, hogy a Led Zeppelin angol zenekar volt, Robert Plant és John Bonham ruháján az amerikai zászló látható.
Az új CD-kiadásokon megtalálható a "Communication Breakdown" promóciós filmje is.

## Az album dalai
1. "Good Times Bad Times" – 2:48
2. "Babe I'm Gonna Leave You" – 6:41
3. "Dazed and Confused" – 6:27
4. "Communication Breakdown" – 2:29
5. "Whole Lotta Love" – 5:34
6. "What is and What Should Never Be" – 4:44
7. "Immigrant Song" – 2:25
8. "Since I've Been Loving You" – 7:24
9. "Black Dog" – 4:54
10. "Rock and Roll" – 3:41
11. "The Battle of Evermore" – 5:52
12. "When the Levee Breaks" – 7:08
13. "Stairway to Heaven" – 8:02

### A dalok az eredeti albumokon
- Led Zeppelin: 1-4.
- Led Zeppelin II: 5-6.
- Led Zeppelin III: 7-8.
- (Led Zeppelin IV): 9-13.

## Közreműködők
- Jimmy Page – gitár
- Robert Plant – ének, szájharmonika
- John Paul Jones – basszusgitár, billentyűs hangszerek, mandolin
- John Bonham – dob, ütőhangszerek
- Sandy Denny – ének ("The Battle of Evermore")

### Produkció
- Ross Halfin – borító design
- Jimmy Page – producer

Bővebben lásd az egyes albumoknál.